# Lipowo (Ostróda)
Pour les articles homonymes, voir Lipowo.
Lipowo est un village polonais de la voïvodie de Varmie-Mazurie, dans le powiat d'Ostróda.